# Il vento soffia dove vuole
Il vento soffia dove vuole  (internationaler englischsprachiger Titel Where The Wind Blows) ist ein Filmdrama von Marco Righi. Die Premiere des Films erfolgte Anfang Juli 2023 beim Internationalen Filmfestival Karlovy Vary.

## Handlung
In einer kleinen Stadt im emilianischen Apennin führt der junge und gläubige Antimo ein ereignisloses Leben zwischen der örtlichen Kirche, keuschen Treffen mit seiner Freundin Miriam und dem Kuhstall, wo er eher lustlos für seinen Vater arbeitet. Er hat noch eine Schwester namens Marta.
Eines Tages lernt er Lazzaro kennen, einen einfachen und wilden/ungestümen Mann, der als Helfer auf einem nahegelegenen Bauernhof arbeitet. Antimo macht sich daran, ihn zu bekehren. Antimos religiöser Eifer war irgendwann auf der Strecke geblieben, und was er Lazzaro erzählt unterscheidet sich sehr von dem, was man in Gottesdiensten oder in der Sonntagsschule zu hören bekommt.

## Produktion

### Regie und Drehbuch
Regie führte Marco Righi, der auch das Drehbuch schrieb. Es handelt sich nach I giorni della vendemmia von 2010 um seine zweite Regiearbeit. Zu Il vento soffia dove vuole erklärt der Regisseur, der Film sei eine Mischung von vielleicht nicht autobiografischen, aber zumindest persönlichen Erfahrungen, und dem Inhalt des Essays The Transcendent in Cinema von Paul Schrader. Auch Elemente der Filme von Robert Bresson, Carl Theodor Dreyer, Ozu Yasujirō und Ingmar Bergman habe er in Il vento soffia dove vuole einfließen lassen, ebenso Ida von Pawel Pawlikowski und Lourdes von Jessica Hausner. Das Thema des Heiligen / Heiligkeit habe ihn angesteckt. Kurz bevor der Regisseur 18 Jahre alt wurde, lebte er in einer kleinen Stadt im Apennin, von der er im Film erzählt. Dies sei ein Ort gewesen, an dem es einen sehr starken Glauben gab, den man in der Gemeinschaft spürte, ein kollektives Gefühl, das stark zu einer persönlichen Erinnerung beitrug.
Der italienische Titel des Films Il vento soffia dove vuole (auf Deutsch ungefähr Der Wind bläst, wo immer er will) bezieht sich auf den Satz „Ihr müsst von oben geboren werden“, den Jesus im Johannesevangelium (3,7-15) in Bezug auf seinen Jünger, den ehemaligen Pharisäer Nikodemus, äußert, als dieser bekehrt wird. Weiter sagt Jesus: „Der Wind bläst, wo immer er will, und du hörst sein Wehen, aber du weißt nicht, woher er kommt und wohin er geht.“

### Besetzung und Dreharbeiten

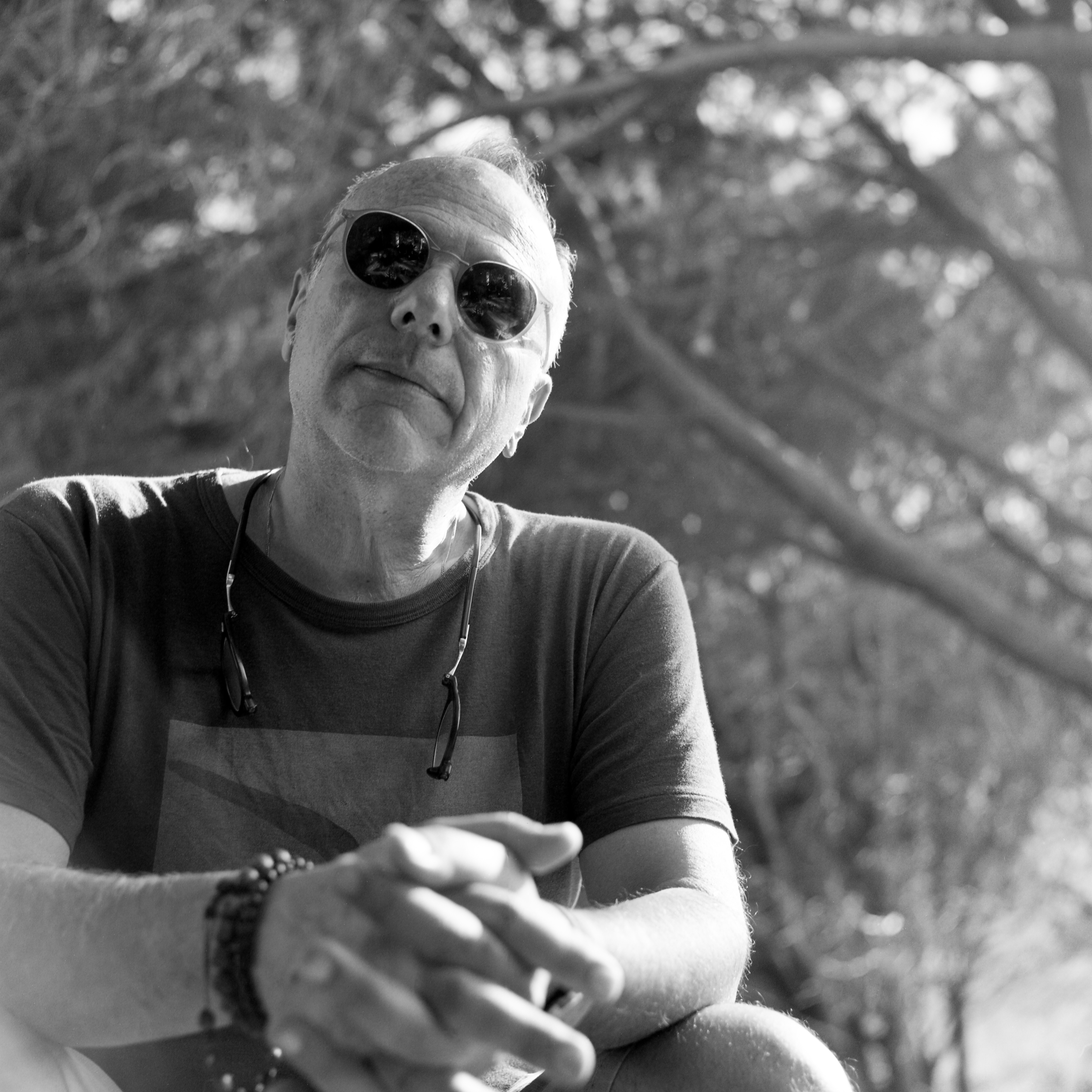
Jacopo Olmo Antinori spielt Antimo

Jacopo Olmo Antinori, dessen Filmografie Ich und Du von Bernardo Bertolucci und Our Boys von Ivano De Matteo, aber auch die Fernsehserien Diavoli und The Medici umfasst, spielt Antimo. Yile Yara Vianello, die zuvor in Alice Rohrwachers Filmen Für den Himmel bestimmt und La Chimera und in Danilo Caputos Semina il vento in einer Hauptrolle zu sehen war, spielt seine jüngere Schwester Marta. Fiorenzo Mattu, der in Su Re von Giovanni Columbu, La Cloth of Dreams von Gianfranco Cabiddu und Il muto di Gallura von Matteo Fresi spielte, ist in der Rolle von Lazzaro zu sehen. Auf den armen Lazarus geht die Bezeichnung der neapolitanischen „Lazzaroni“ zurück. Diese Figur aus dem Lukasevangelium ist ein Bettler der, nachdem er während seines irdischen Lebens Unrecht durch die Reichen erlitten hat, im Himmelreich Genugtuung findet, während seine Peiniger in der Hölle landen. Gaja Masciale spielt Antimos Freundin Miriam. In weiteren Rollen sind Andrea Bruschi als Franco und Fausto Paravidino als Don Duilio zu sehen.
Die Dreharbeiten fanden im Mai 2022 drei Wochen lang in der Reggio Emilia in der Nähe des toskanisch-emilianischen Apennins statt, wo der Regisseur lebt, zwischen Carpineti, Castelnovo ne’ Monti und Ventasso. Als Kameramann fungierte David Becheri.

### Veröffentlichung
Die Weltpremiere des Films fand am 6. Juli 2023 beim Internationalen Filmfestival Karlovy Vary statt, wo er im Wettbewerb um den Kristallglobus gezeigt wurde. Ab Mitte November 2023 wurde er beim Internationalen Filmfestival Mannheim-Heidelberg vorgestellt.

## Auszeichnungen
Internationales Filmfestival Mannheim-Heidelberg 2023
- Nominierung im Internationalen Wettbewerb „On the Rise“[6]

Internationales Filmfestival Karlovy Vary 2023
- Nominierung für den Kristallglobus[4]

Internationales Filmfestival Thessaloniki 2023
- Nominierung im Meet the Neighbours+ Competition[7]